# Special Weapons And Tactics
A Special Weapons And Tactics (rövidítve SWAT, az angol nyelvű kifejezés magyarul am. Különleges Fegyverek és Taktikák) az Amerikai Egyesült Államokban a rendvédelem keretein belül működő különleges egység. Az elnevezés utalhat az egyes egységre és magára a SWAT-ra általánosságban. Szinte minden nagyobb város rendőrségén felállítottak SWAT-egységet, így például New Yorkban, Washingtonban, Los Angelesben stb. Vidéki bevetésére is sor kerülhet, amennyiben a helyi rendvédelem nem tud megbirkózni a kialakult helyzettel.
A kommandószervezet feladatai közé tartozik a túszmentés, terroristák elleni akciók, komoly fegyverzetű és/vagy nagyon sok főből álló csapat leszerelése. Ezen felül még a drogkereskedelmet is ők szűkítik le, illetve még azok az akciók is rájuk hárulnak, amit a rendőrség nem képes megoldani.